# Casa consistorial de Pamplona
La Casa consistorial de Pamplona es el edificio sede del Ayuntamiento de Pamplona, capital de Navarra, España. En el pasado también fue conocida como la Casa de la Jurería o del Regimiento municipal. Sin haber cambiado el emplazamiento, han sido tres los distintos edificios que han servido de sede a la corporación municipal de la ciudad, cada uno de un época diferente y con estilos arquitectónicos diversos.

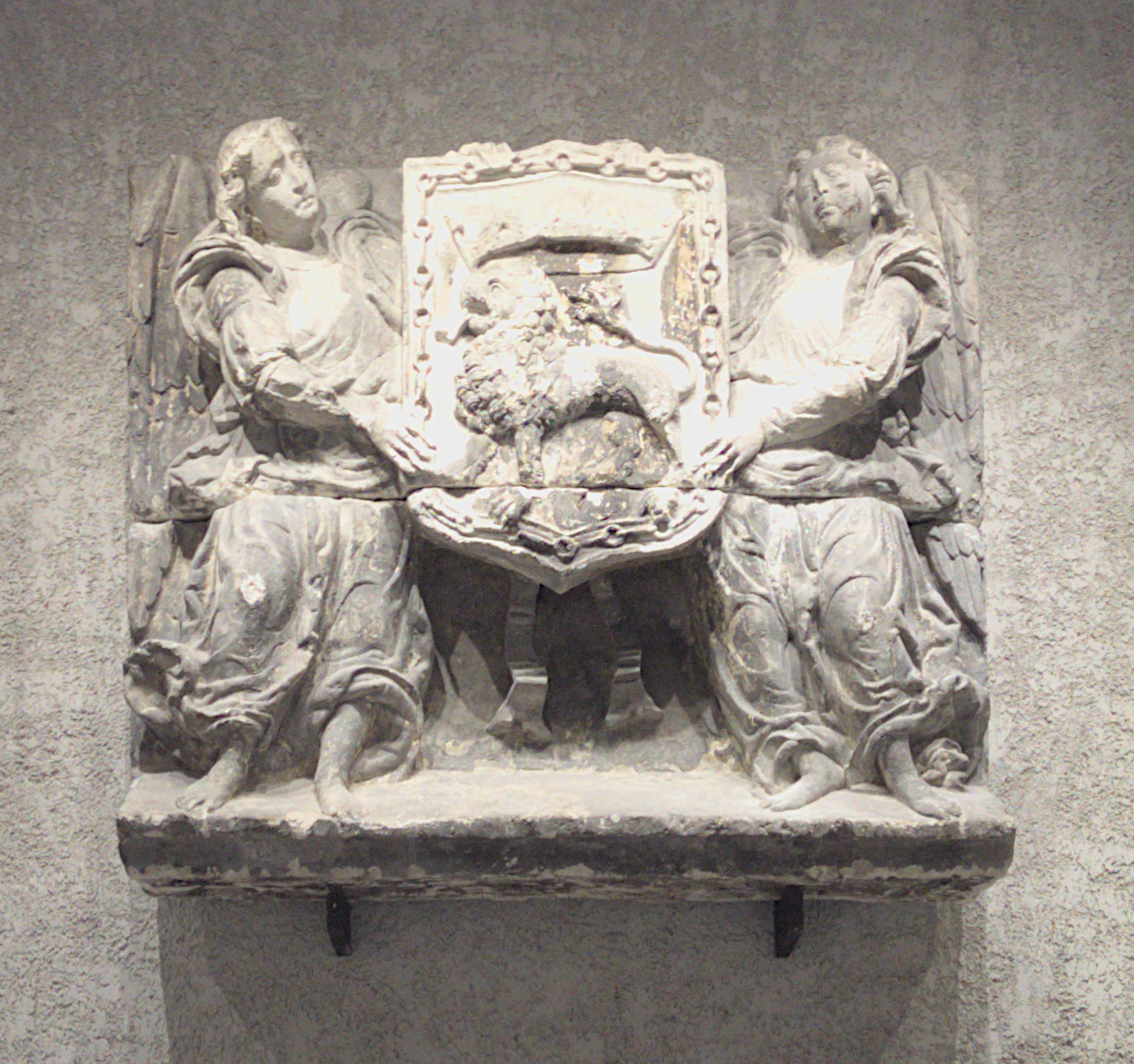
Escudo de armas de la Ciudad de Pamplona del siglo XVI. Con bastante probabilidad, esta piedra armera habría lucido en el primer edificio de la sede municipal.

## Historia

### Casa de la Jurería
El origen de la casa consistorial se estipula el 8 de septiembre de 1423 por el rey Carlos III de Navarra, en el capítulo III del Privilegio de la Unión):
La Casa de Jurería, o Casa Consistorial, se debía construir en el foso situado delante de la Torre de la Galea. El lugar era un paraje en terreno neutral o tierra de nadie entre los Burgos de Pamplona lo cual hace, al mismo tiempo, situarlo en el centro de todo el nuevo conjunto urbano. Hasta que se construyera, las reuniones se realizaron en el Hospital de la Iglesia de San Cernin. Los jurados se congregarán al toque de campana en la Jurería, para tratar de todos los asuntos de la Ciudad, y el Alcalde, dará también sus audiencias, en la referida Jurería.

Interior del Ayuntamiento de Pamplona
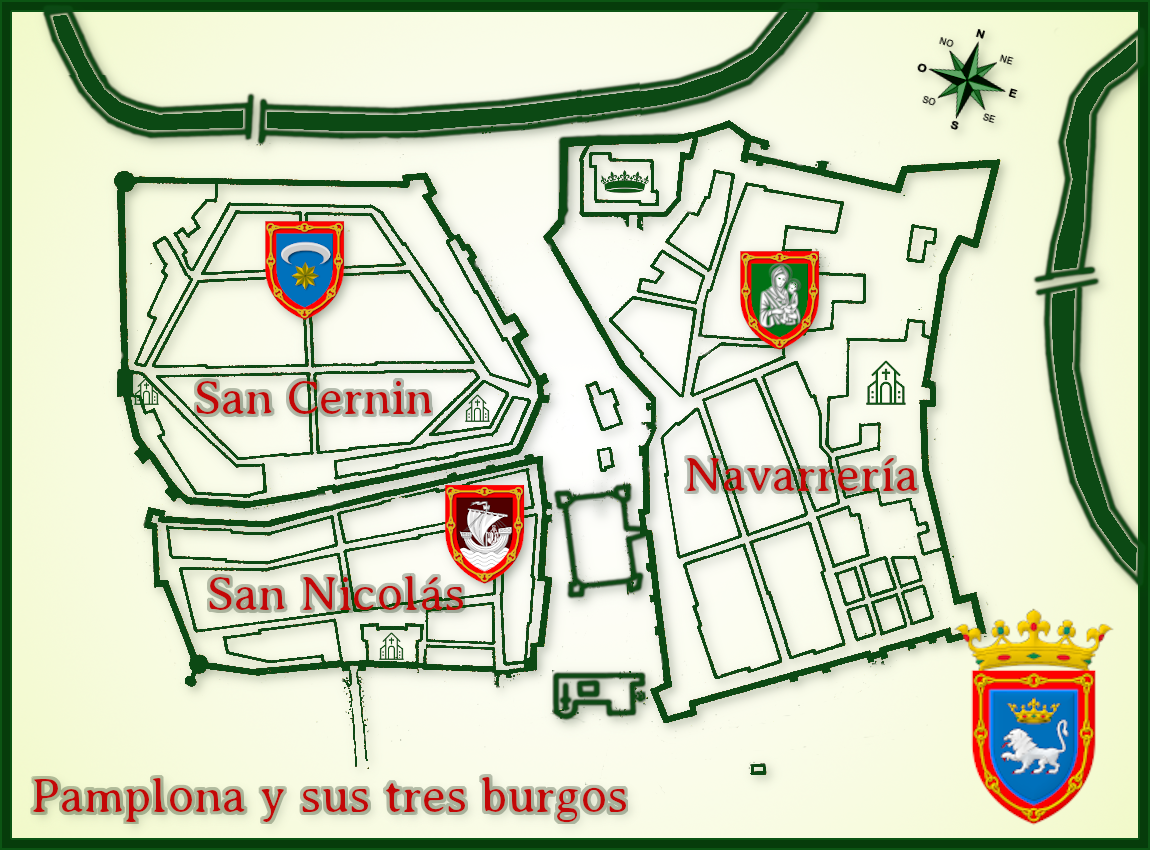
Burgos de Pamplona
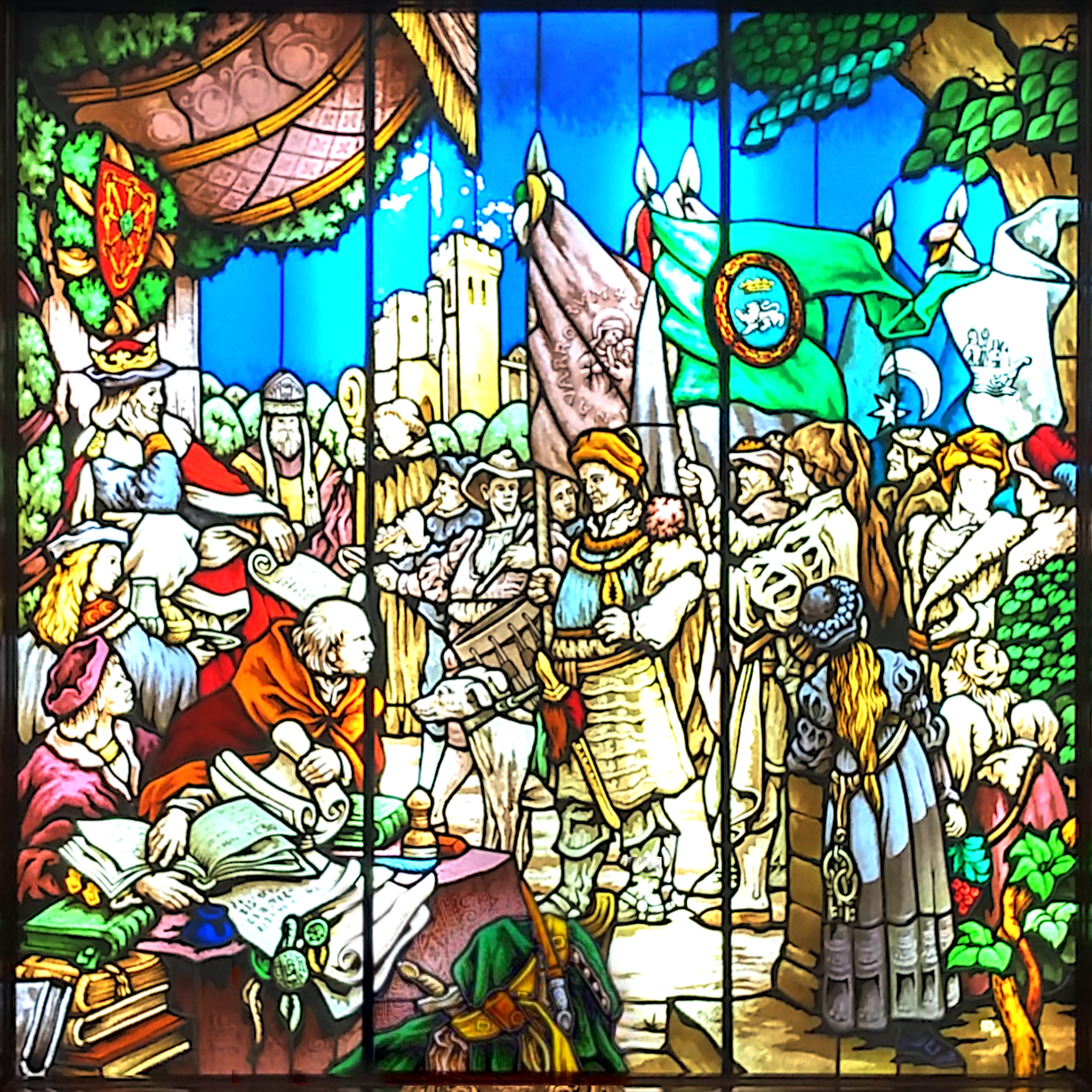
Vidriera del Salón de Plenos municipal mostrando la firma del Privilegio de la Unión (1423)

El primer edificio, cuya fecha de construcción exacta se desconoce, debió realizarse con bastante retraso, por lo menos hasta 1483 según noticias trasladadas por José Yanguas y Miranda en su Diccionario de antigüedades del Reino de Navarra donde afirma que: «desde el año 1483 el municipio iruniense venía disfrutando de una renta de 400 libras anuales que le concedió el rey D. Juan Labrit, con su esposa Dña. Catalina, a cambio de su antiguo privilegio (de inmunidad) que cedió la Ciudad a los reyes, y que debía invertirlas en la fábrica de una casa de Ayuntamiento, comenzada en la Navarrería delante del chapitel, y que la Casa municipal estaba mandada construir desde el reinado de D. Carlos el Noble, que disponía ya de donde habían de tomarse los fondos para este objeto».

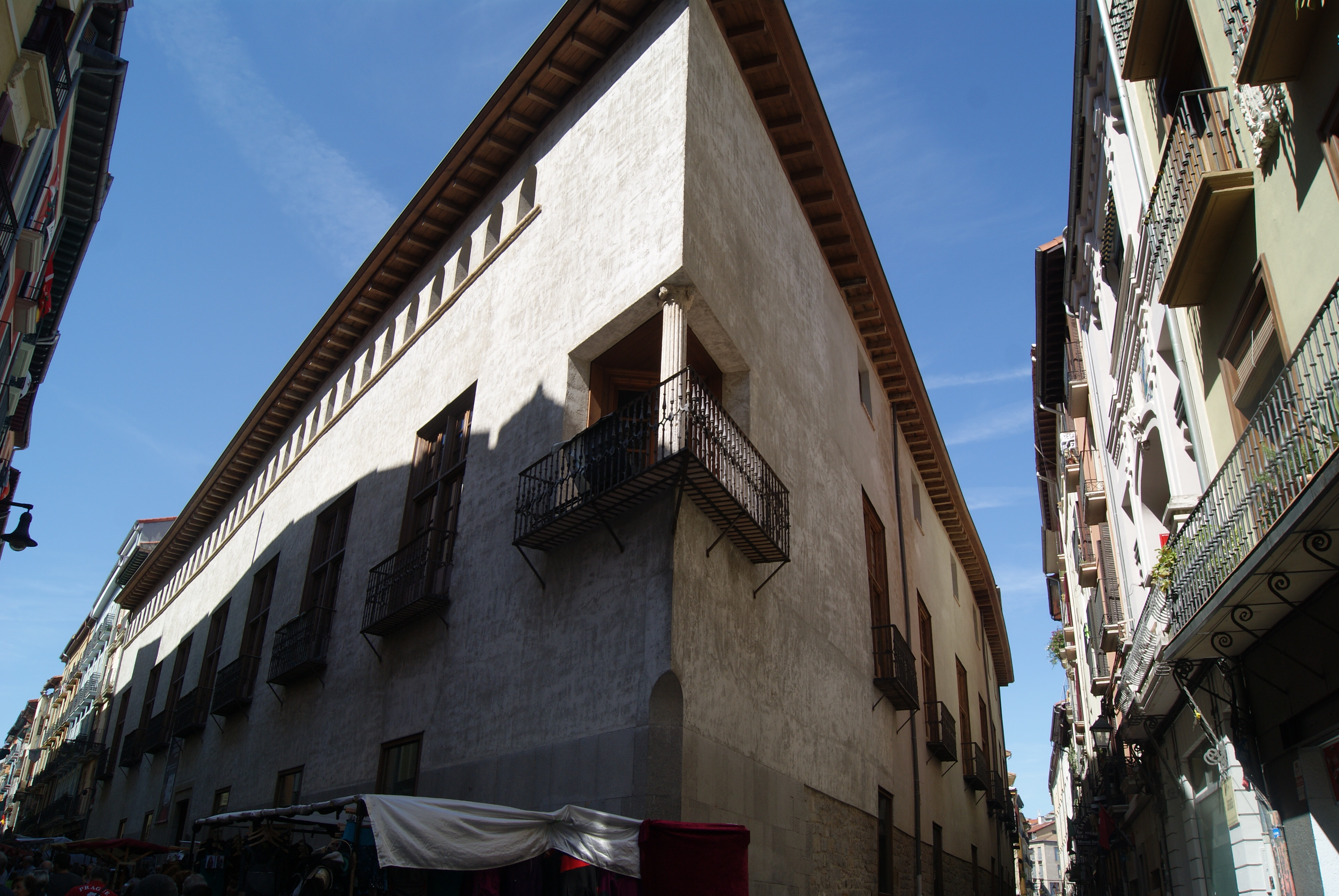
Palacio del Condestable de Pamplona, durante un tiempo del, sede de la corporación municipal.

### Casa del Regimiento municipal
Desde el siglo XVI es conocido el edificio como la Casa del Regimiento teniendo noticia cierta de que fue completamente derribado en 1753. Desde unos años, finales de 1751, se trabaja sobre la nueva construcción por el mal estado que presentaba. Durante las obras ejecutadas según un proyecto de Jerónimo Marqueli, coronel de ingenieros del Ejército, la sede se traslada provisionalmente al Palacio del Condestable.
El diseño de la fachada, barroca con elementos del rococó, se le encomendó a mediados del siglo xviii a Joseph de Zailorda, después de desechar un proyecto de Juan Miguel de Goyeneta, aunque manteniéndose a este último en la dirección del proyecto, que ejecutó con algunos cambios con respecto a Zailorda.
Pascual Madoz, a mediados del siglo XIX, calificó el resultado como «de una arquitectura de mal gusto».

### Casa consistorial actual
El edificio actual, se edificó a partir de 1951 sobre la antigua casa consistorial derribada (construida entre 1751 y 1760), con base en el proyecto premiado en 1949 de los hermanos José María y Francisco Javier Yárnoz Orcoyen —hijos de José Yárnoz Larrosa—, conservándose de esta en la actualidad la fachada. El edificio derruido había sustituido a su vez a la Casa de la Jurería, construida tras el  en 1423, amenazada de ruina por entonces. 
Durante la reforma integral comenzada a mediados del siglo xx el consistorio se trasladó coyunturalmente a la antigua sede de la Escuela Municipal de Artes y Oficios junto al Vínculo de Pamplona. El edificio remodelado fue inaugurado el 8 de septiembre de 1953.

Interior del Ayuntamiento de Pamplona
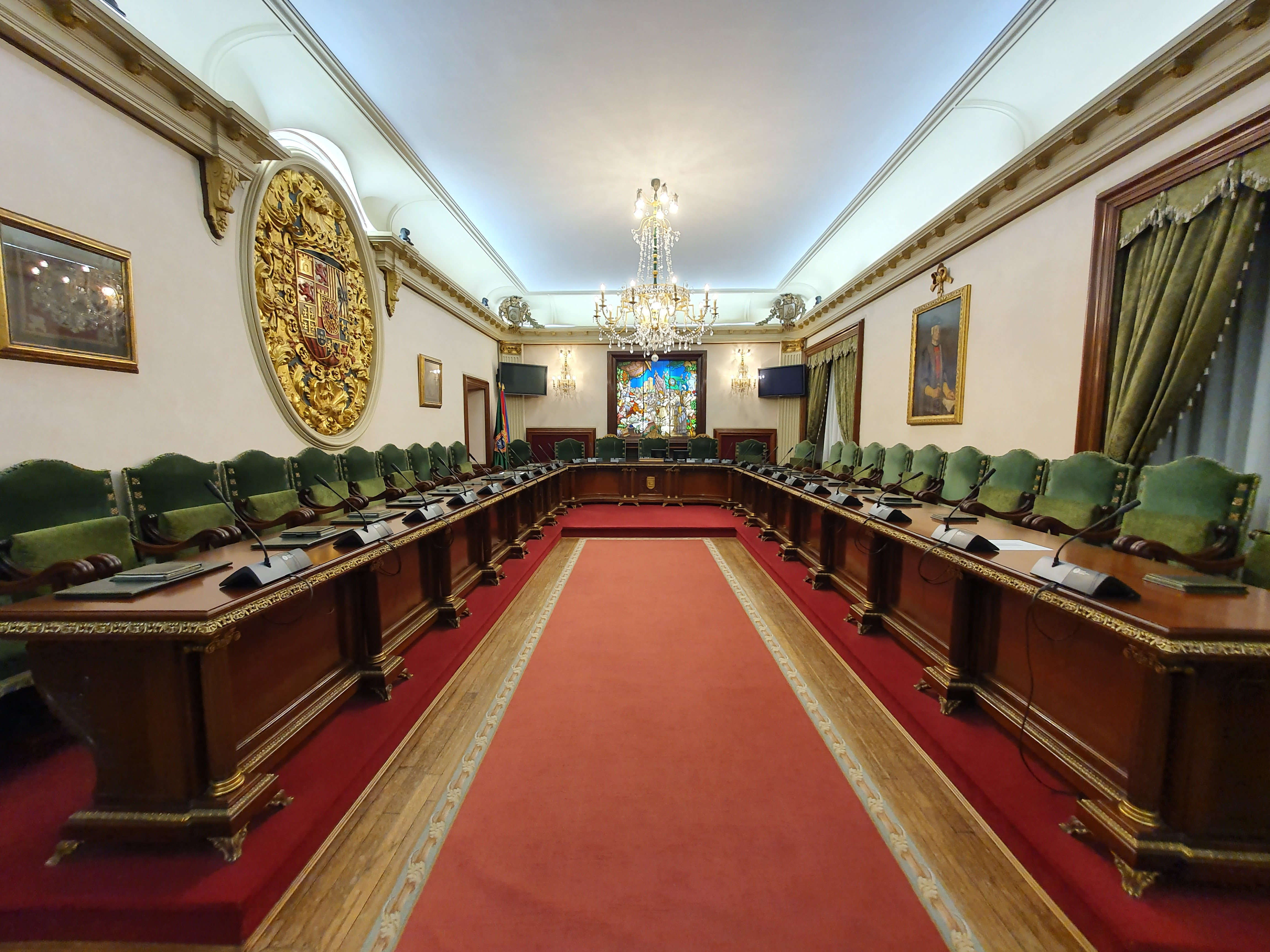
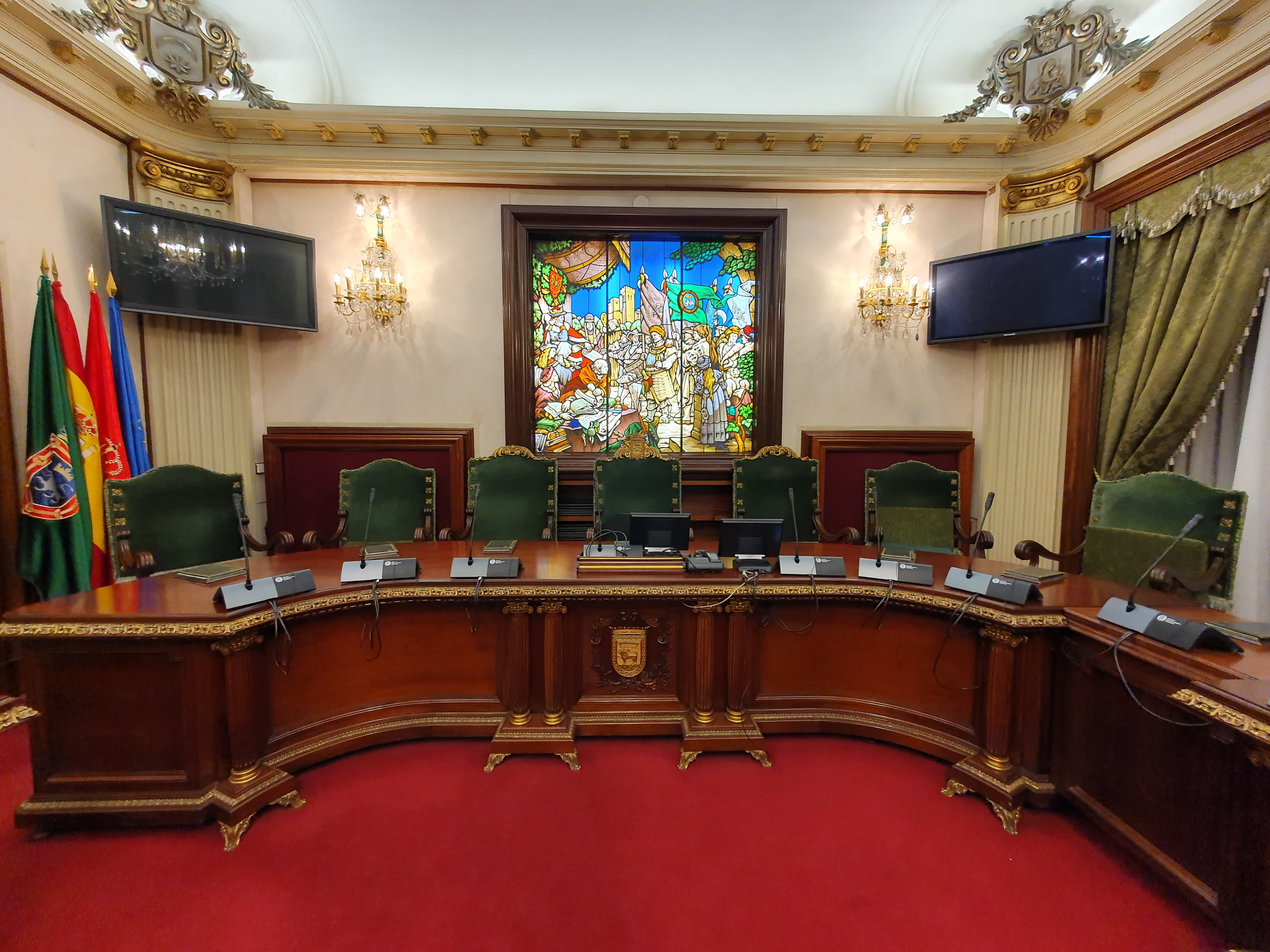
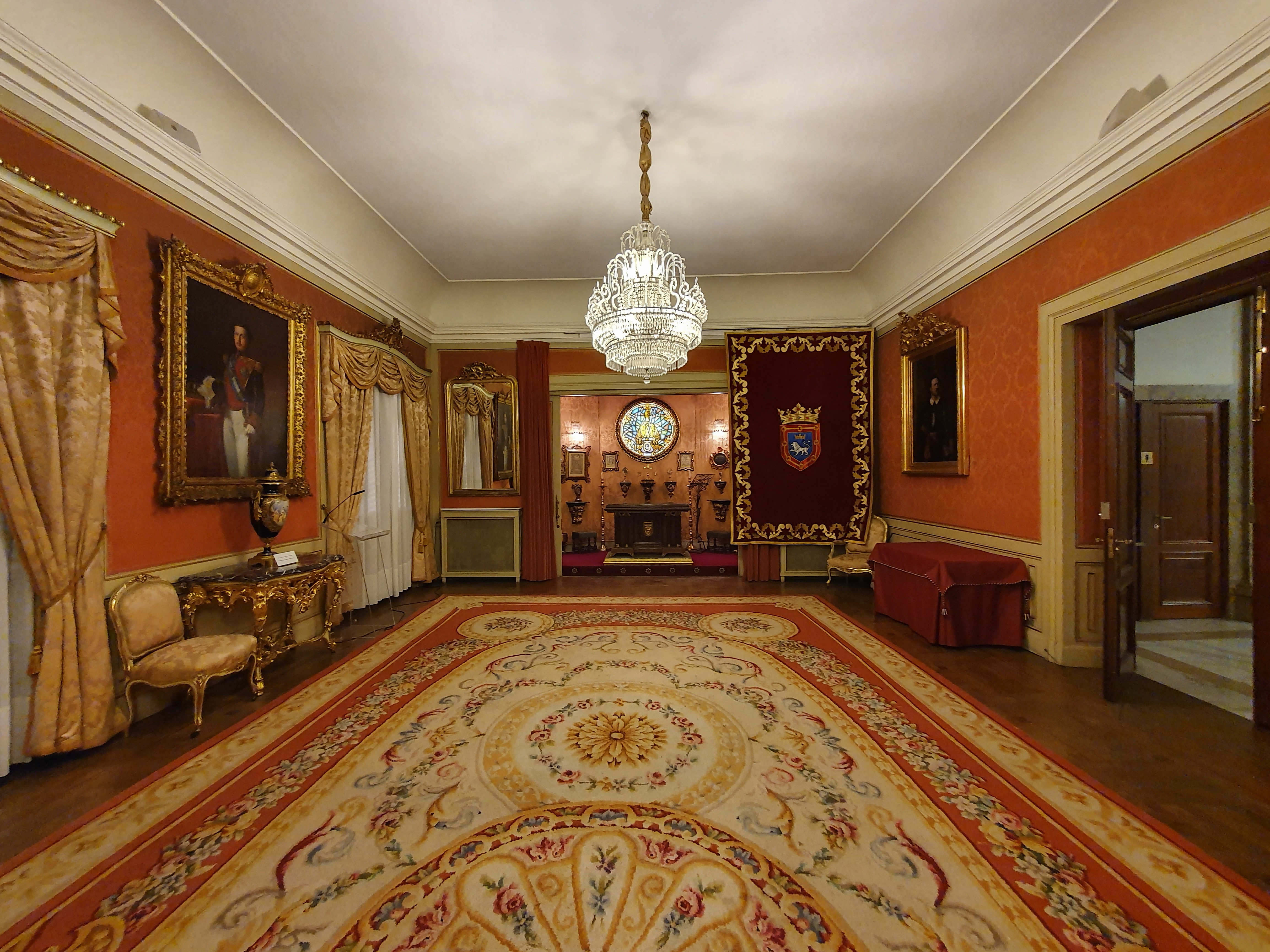
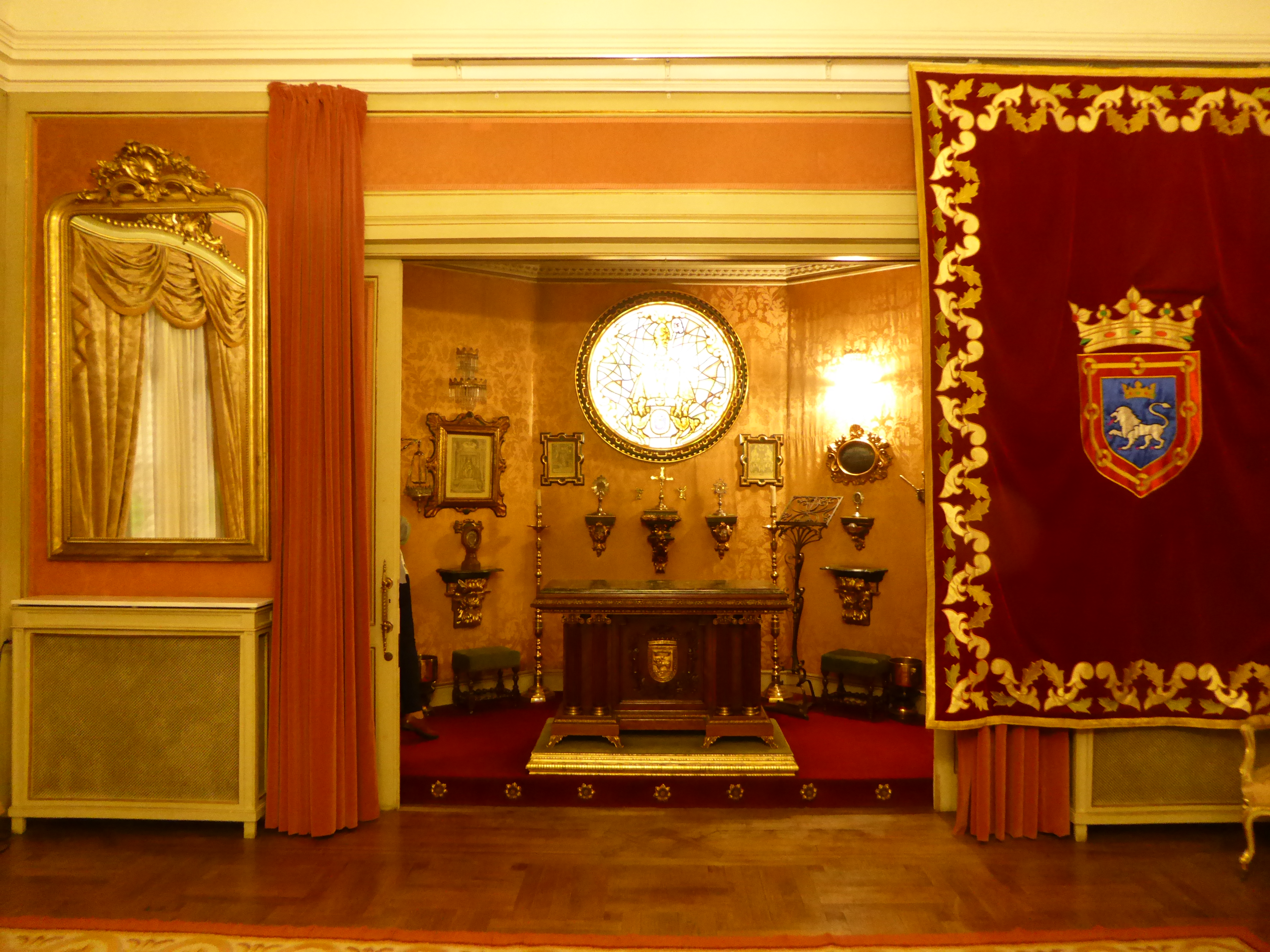
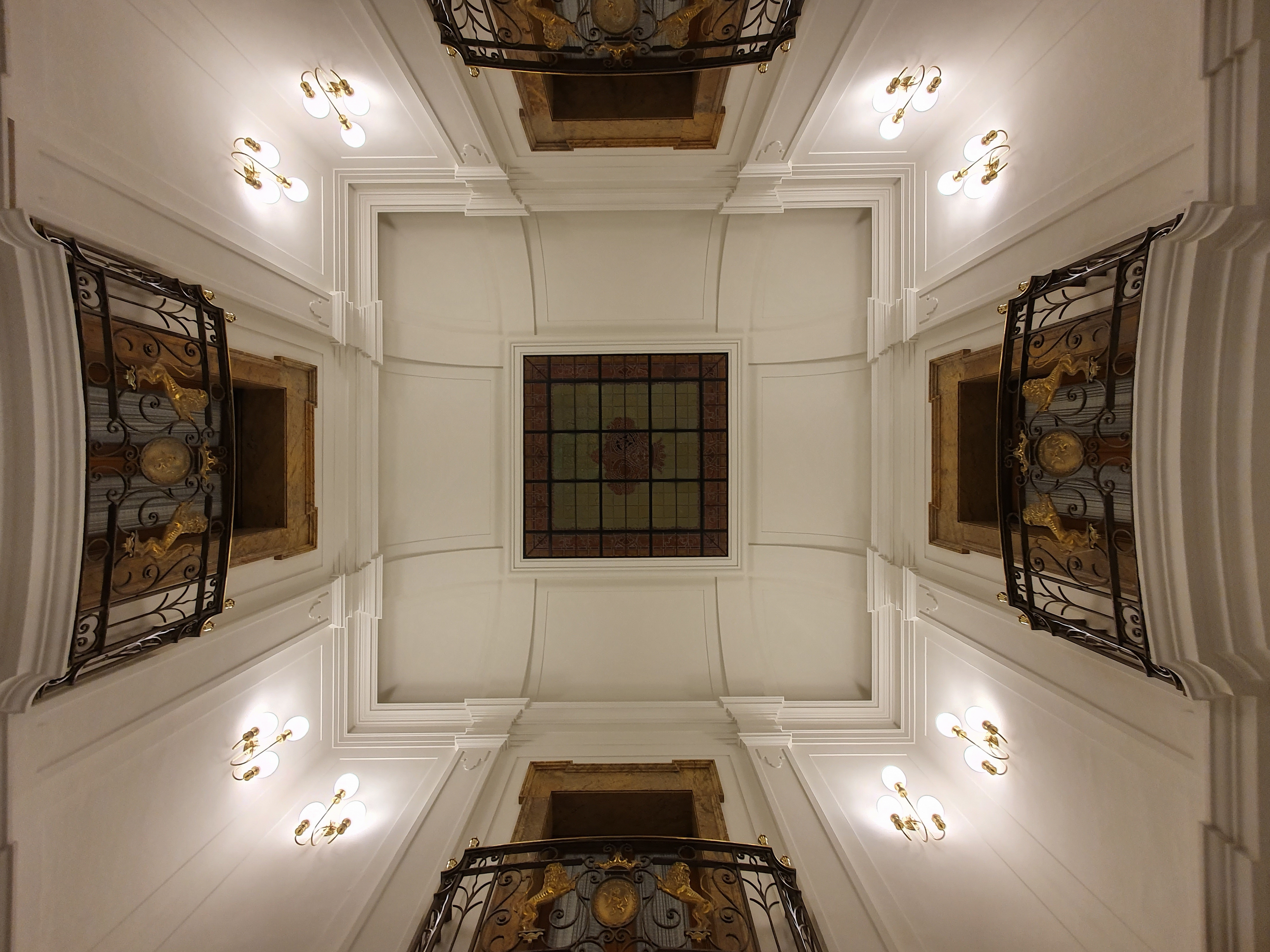